# Bernard Maciejowski
Bernard kardinal Maciejowski, poljski rimskokatoliški duhovnik, škof in kardinal, * 1548, † 19. januar 1608, Krakov.

## Življenjepis
Leta 1586 je prejel duhovniško posvečenje.
8. junija 1587 je bil imenovan za škofa Luceorie o Lucka (Ukrajina); 24. januarja 1588 je prejel škofovsko posvečenje.
1. septembra 1597 je bil imenovan za škofa Vilne (Litva); odstopil je 21. aprila 1598.
23. maja 1600 je bil imenovan za škofa Krakova.
9. junija 1604 je bil povzdignjen v kardinala.
31. julija 1606 je bil imenovan za nadškofa Gniezna.